# اچ‌ام‌اس رولر (دی۷۲)
اچ‌ام‌اس رولر (دی۷۲) (به انگلیسی: HMS Ruler (D72)) یک کشتی بود که طول آن ۴۹۲ فوت (۱۵۰ متر) بود. این کشتی در سال ۱۹۴۳ ساخته شد.